# Edgar Babayan
Edgar Babayan (1 de agosto de 1986) es un deportista polaco de origen armenio que compite en lucha grecorromana. Ganó una medalla de plata en el Campeonato Europeo de Lucha de 2016, en la categoría de 80 kg.

## Palmarés internacional
| Campeonato Europeo | Campeonato Europeo | Campeonato Europeo | Campeonato Europeo |
| Año                | Lugar              | Medalla            | Categoría          |
| ------------------ | ------------------ | ------------------ | ------------------ |
| 2016               | Riga (Letonia)     | Medalla de plata   | 80 kg              |